# Mary Wilson
Mary Wilson (Greenville, 6 de març de 1944 - Las Vegas, 8 de febrer de 2021) va ser una cantant estatunidenca. Va ser cofundadora i membre de The Supremes del 1959 al 1977 abans d’emprendre una carrera en solitari.

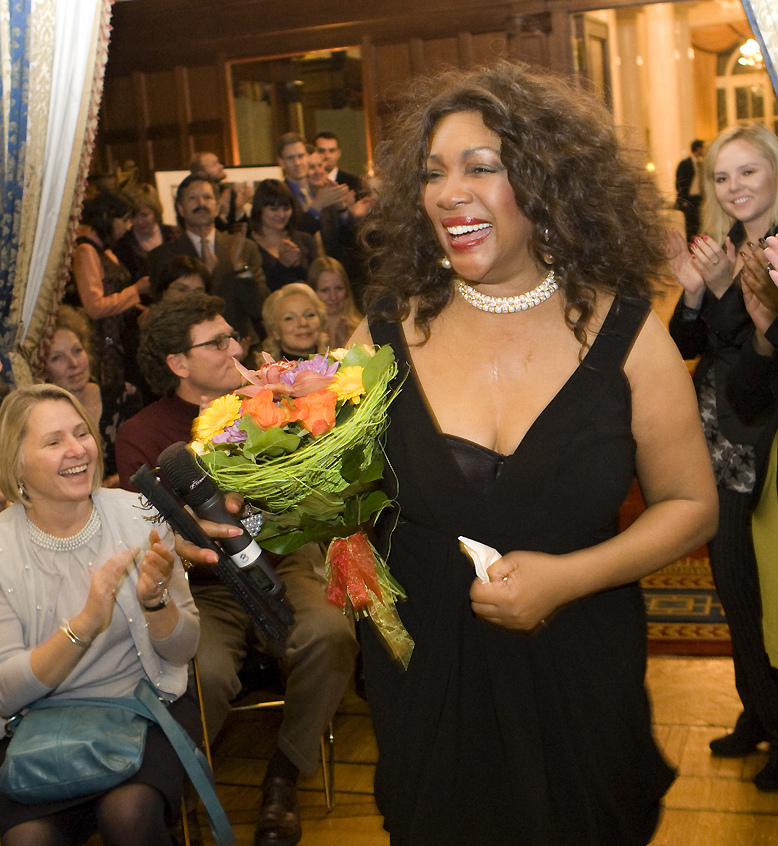
Mary Wilson l'any 2011

Mary Wilson va néixer a Greenville, Mississipi, on va ser criada pel seu oncle i la seva tia, abans de traslladar-se a Detroit amb la seva mare quan tenia 12 anys. El 1959 es va unir a Diana Ross, Florence Ballard i Betty McGlown al grup The Primettes, que va gravar diverses cançons per al segell Lu-Pines. Després de la fallida d'aquest últim, el grup, que es va convertir en un trio, va signar amb Motown i va passar a anomenar-se The Supremes. Ràpidament eclipsada per Diana Ross, Mary Wilson no obstant això canta en solitari en diversos discos dels Supremes, en particular en el títol Baby Don't Go, publicat el 1962.
Després de la sortida de Florence Ballard, reemplaçada per Cindy Birdsong, i de Diana Ross l'any 1970, Mary Wilson continua sola l'aventura Supremes fins a l'any 1977. Si no arriba al primer lloc dels charts, obté tanmateix alguns èxits amb River Deep, Mountain High i Stoned Love. Comença a continuació una carrera sola, fent gires per tot el món, sobre l'escena o a la televisió, i participa en esdeveniments caritatius.
Mary Wilson va escriure sobre la seva carrera en dues autobiografies, Dreamgirls: My Life as a Supreme (1986) i Supreme Faith: Someday We'll Be Together (1990). Com a membre dels Supremes, va entrar al Rock and Roll Hall of Fame el 1988.
El 2019, va participar en la 28a temporada de Dancing with the Stars.
Només quatre dies abans de la seva mort, el 8 de febrer de 2021, Mary Wilson anuncia al seu canal de YouTube el proper llançament d'un àlbum Supremes inèdit enregistrat amb Florence Ballard el 1970.